# Josep Ribera i Condomina
Josep Enric Ribera i Condomina (Faura, Camp de Morvedre, 2 d'octubre de 1966) és un professor i escriptor valencià.
És llicenciat en Filologia Catalana i Anglogermànica per la Universitat de València, i doctor en Filologia Catalana amb la tesi «La cohesió lèxica en les seqüències narratives», la qual va obtindre el premi Pompeu Fabra de Gramàtica de l'Institut d'Estudis Catalans l'any 2009. Exercix de professor de secundària en l'IES d'Almenara i com a professor associat al Departament de Filologia Catalana de la Universitat de València. En el seu vessant literari, ha publicat diversos poemaris i traduccions. Ha obtingut guardons com el VI Certamen de Poesia Vicent Andrés Estellés de l'Ajuntament de Burjassot en 2003 i el 15é Premi Bru i Vidal de Poesia dels Premis Literaris Ciutat de Sagunt en 2012.

## Obra
- Ribera, Josep. Alba lasciva.  Amós Belinchón, 1994. ISBN 9788486796464.
- Ribera, Josep. Els espadats de Morris Jesup.  Set i Mig, 2001. ISBN 9788495043856.
- Ribera, Josep. Plenamar.  Alzira: Bromera, 2003. ISBN 9788476608258. Premi de poesia Vicent Andrés Estellés de l'Ajuntament de Burjassot.
- Ribera, Josep. La cohesió lèxica en seqüències narratives.  València: Universitat de València, Servei de Publicacions, 2008, p. 1-737. ISBN 978-84-370-7285-2 [Consulta: 14 novembre 2014].
- Ribera, Josep. La cohesió lèxica en seqüències narratives.  Alacant/Barcelona: Institut Interuniveristari de Filologia Valenciana/Publicacions de l'Abadia de Montserrat, 2012, p. 1-290. ISBN 978-84-9883-444-4. Arxivat 2014-11-29 a Wayback Machine.
- Ribera, Josep. Voràgine.  Benicarló: Onada, 2013. ISBN 978-84-15221-79-1. Arxivat 2014-11-26 a Wayback Machine. Premi Bru i Vidal Ciutat de Sagunt de Poesia